# Bartsia camporum
Bartsia camporum är en snyltrotsväxtart som beskrevs av Friedrich Ludwig Diels. Bartsia camporum ingår i släktet svarthösläktet, och familjen snyltrotsväxter. Inga underarter finns listade i Catalogue of Life.